# Hội đồng Thông tin Khoa học Kỹ thuật Quốc tế
Hội đồng Thông tin Khoa học Kỹ thuật Quốc tế hay Hội đồng Quốc tế về Thông tin Khoa học Kỹ thuật, viết tắt theo tiếng Anh là ICSTI (International Council for Scientific and Technical Information) là một tổ chức phi chính phủ, phi lợi nhuận quốc tế hoạt động trong lĩnh vực nghiên cứu phát triển Thông tin khoa học kỹ thuật.
ICSTI thành lập năm 1984, là thành viên liên kết khoa học của Hội đồng Khoa học Quốc tế (ISC), và của Hội đồng Quốc tế về Khoa học (ICSU) trước đây. Từ năm 2011 ICSTI là quan sát viên tại UNESCO.
Chủ tịch Hội đồng là Jan Brase từ  Đức, đảm trách từ 2011 và được bầu nhiệm kỳ 2019-2022.

## Lịch sử
Vào tháng 6 năm 1949, tại hội nghị UNESCO ở Paris liên quan đến việc tóm tắt hóa khoa học, đã nêu ra "...khuyến cáo rằng tất cả bài báo khoa học nên bắt đầu hoặc kết thúc với TÓM TẮT của tác giả...". Các đại biểu đến từ ICSU và các hiệp hội khoa học đã quyết định bắt đầu thiết lập một Tạp chí quốc tế về tóm tắt vật lý.
Tháng 7/1951, Văn phòng của ICSU được khuyến cáo rằng nên thực hiện một dịch vụ tóm tắt quốc tế như là một hoạt động thường trực. Nó dẫn đến việc thiết lập một Ban về dịch vụ tóm tắt, ICSU-AB (Abstracting Board), hoạt động vào ngày 1 tháng 6 năm 1952.
Dần dần ICSU-AB mở rộng thêm sang lĩnh vực khác và theo kịp tốc độ xuất bản, cũng như liên tục nâng cao chất lượng và hiệu quả. Sự mở rộng sang hóa học vào năm 1959, và sinh học vào năm 1962.
ICSU-AB đã có một số thành tựu có giá trị: Một danh mục quốc tế (International serials catalogue, 1975), và một hệ thống phân loại quốc tế về vật lý (International classification scheme for physics, 1978).
Tuy nhiên đầu thập niên 1980 tỷ lệ tăng trưởng các thông tin khoa học tăng cao, mặt khác quy chế của ICSU đã không cho phép tổ chức này xuất bản theo phong cách thương mại để trở thành thành viên của ICSU.
Kết quả tại cuộc họp ở Philadelphia vào ngày 20/06/1984, ICSU-AB thay đổi cấu trúc và trở thành Hội đồng Quốc tế về Thông tin Khoa học Kỹ thuật (ICSTI).

## Hoạt động
Mục đích của ICSTI là tăng cường khả năng tiếp cận và nhận thức thông tin khoa học và kỹ thuật.
ICSTI thúc đẩy truyền thông và tương tác giữa tất cả những người tham gia trong chuỗi chuyển giao thông tin, để phát triển các công cụ thích hợp để đáp ứng tốt hơn các yêu cầu thông tin của cộng đồng các nhà khoa học và công nghệ thế giới.
Hoạt động của ICSTI tuân theo quy chế do Đại hội đồng thiết lập. Điều hành thường trực là Ban điều hành (Executive Board), có nhiệm kỳ 3 năm .